# Kinesiskt parasollträd
Kinesiskt parasollträd (Firmiana simplex), även kallat Wutongträd,  är en malvaväxtart som först beskrevs av Carl von Linné, och fick sitt nu gällande namn av W. F Wight. Det kinesiska parasollträdet ingår i släktet Firmiana, och familjen malvaväxter. Inga underarter finns listade i Catalogue of Life.

## Kulturell betydelse
Arten är endemisk till Kina och Japan och har en stark betydelse för kinesisk och japansk mytologi. Enligt sägnen föredrar fågel fenix att flyga från detta träd, varför trädet ofta planteras i kinesiska trädgårdar för att bringa god lycka. Parasollträdet förknippas med det kvinnliga elementet yin. och med väderstrecket väster. Dess symmetriska motsats är bambu, vilket representerar det manliga elementet.

## Bildgalleri

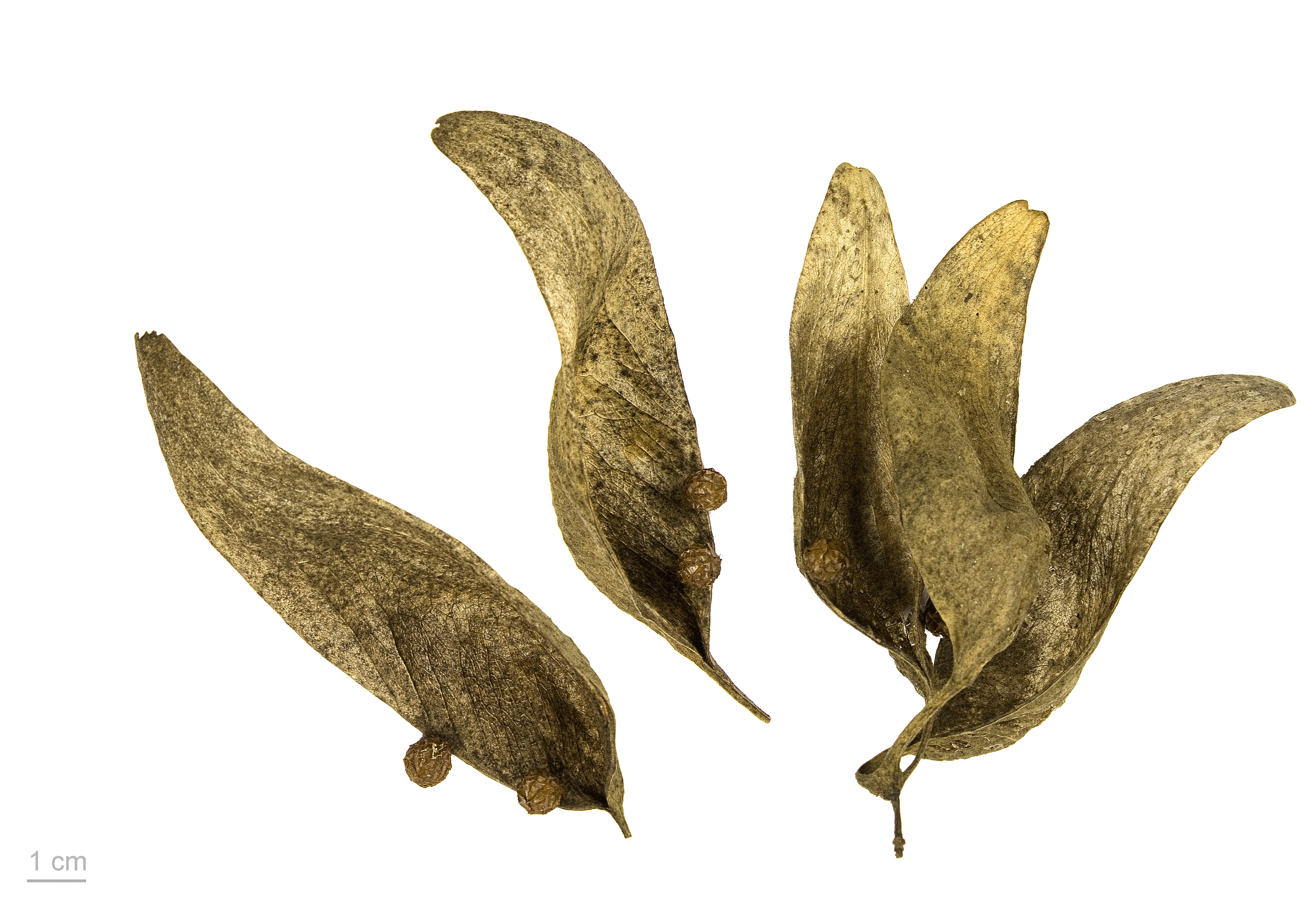